# Заочне навчання
Заочне навчання — вид навчання, який поєднує в собі риси самонавчання і очного навчання. 
Характеризується фазністю. У першу фазу відбувається отримання бази знань, навчальної літератури та її вивчення (настановча сесія), у другу — проводиться перевірка засвоєного матеріалу (заліково-екзаменаційна сесія). При цьому ці фази помітно віддалені одна від одної за часом (звичайно від декількох місяців до року).
Спочатку заочне навчання вводилося тільки для тих студентів, які за будь-якої поважної причини не мали можливості регулярно відвідувати заняття. Заочне навчання використовує потоковий принцип: єдиний для всіх учнів освітній план, загальні терміни здачі контрольних і курсових робіт. Двічі на рік (як правило, взимку і влітку) відбувається здача сесій.
Завдяки розвитку ІТ-технологій, заочне навчання постійно модернізується, стаючи все більш схожим на дистанційну освіту.
На заочній формі найчастіше навчаються люди, які поєднують навчання з роботою, спортом чи творчою діяльністю, а також через нижчу вартість навчання в порівнянні з очною (денною) формою.

## Див.також
- Дистанційне навчання
- Дуальна освіта
- Перевернутий клас